# ماريسول كاراتو
ماريسول كاراتو (بالإسبانية: Marisol Carratú) مواليد 15 يوليو 1986، هي لاعبة كرة يد أرجنتينية تلعب كحارس مرمى. مثلت منتخب الأرجنتين لكرة اليد للسيدات. شاركت في دورة الألعاب الأولمبية الصيفية سنة 2016. حققت المركز الثاني في دورة الألعاب الأمريكية 2015.

## سجل المنافسة
شاركت في البطولات التالية:
- الألعاب الأولمبية الصيفية 2016
- بطولة العالم لكرة اليد للسيدات 2013
- بطولة العالم لكرة اليد للسيدات 2015

## روابط خارجية
- ماريسول كاراتو على موقع الاتحاد الأوروبي لكرة اليد (الإنجليزية)
- ماريسول كاراتو على موقع اللجنة الأولمبية الدولية (الإنجليزية)
- ماريسول كاراتو على موقع أوليمبيديا (الإنجليزية)
- ماريسول كاراتو على موقع اللجنة الأولمبية الأرجنتينية (الإسبانية)